# The Mentalist
The Mentalist és una sèrie de televisió estatunidenca de la cadena CBS, estrenada al setembre de 2008. Després de l'èxit de la primera temporada, la cadena va decidir renovar per a una segona i una tercera temporades. El 18 de maig de 2011, la CBS va anunciar que, amb l'èxit de la tercera temporada (als Estats Units és la tercera sèrie més vista), renovaria per gravar una quarta temporada. El 14 de març de 2012, la CBS va anunciar que la sèrie seria renovada per una cinquena temporada per després anunciar una sisena.
El 10 de maig de 2014, CBS va renovar la sèrie per a una setena i última temporada.

## Sinopsi
Patrick Jane (Simon Baker) és un famós mèdium que es guanya la vida apareixent a diversos programes de televisió. La seva vida canvia per complet quan un assassí conegut com a Red John acaba amb les vides de la seva esposa i de la seva filla. A partir de llavors, decideix reconèixer que no és un mèdium, sinó un mentalista, i col·labora amb l'agent de policia Teresa Lisbon (Robin Tunney) per trobar un camí que el porti fins a Red John i poder venjar-se.

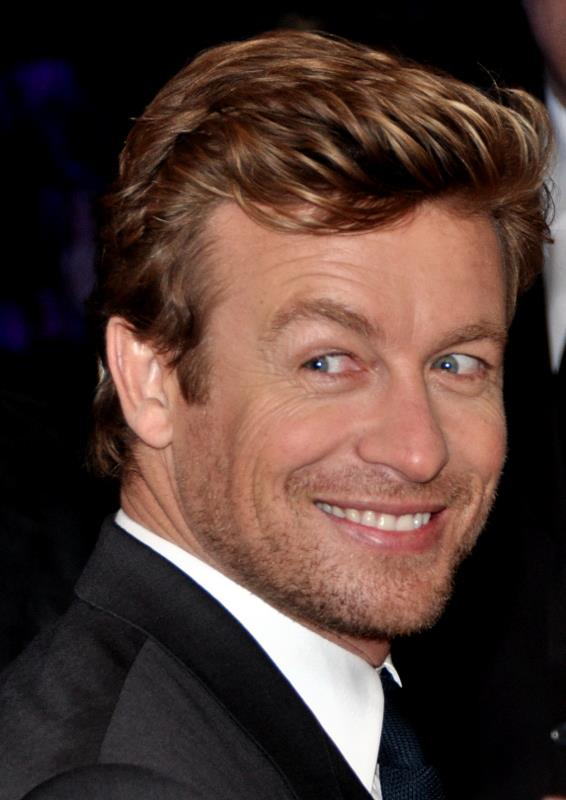
Simon Baker el 2013

## Personatges

### Principals
- Patrick Jane (per Simon Baker): és el protagonista i el mentalista de la sèrie. Fill de firaires, abans d'entrar com a assessor del CBI (California Bureau of Investigation), treballava com a vident, estafant als ingenus, gràcies al seu gran poder d'observació i sense posseir cap poder sobrenatural. Després d'aparèixer en un programa televisiu i burlar-se de l'assassí en sèrie Red John, aquest decideix venjar-se i assassina d'una manera brutal a la seva esposa i filla, demostrant-li al món que Patrick Jane només és un frau. Després de passar un temps "sense rumb fix", Jane s'uneix al CBI com a consultor, usant les seves habilitats per resoldre els crims. Encara que és una mica excèntric, també és molt perceptiu i moltes de les teories que ell considera, ajuden a resoldre els casos que estan investigant (encara que els seus mètodes siguin poc ortodoxos i sovint al límit de la llei). Jane és un personatge complex: tot i que la majoria del temps és alegre, bromista i una mica infantil, guarda un gran dolor en el seu interior en haver estat el responsable de la mort de la seva família. Encara porta el seu anell de matrimoni i tot el que es tracti de Red John el transforma, tornant-se impulsiu, fosc i venjatiu. Sovint ajuda a les persones innocents dels capítols, cosa que no li agrada molt a la Lisbon. En pràcticament tots els episodis se'l pot veure vestint un vestit de tres peces sense corbata. En tots els capítols se'l veu prenent te. Condueix un Citroën DS model 1971 color gris metàl·lic.

- Teresa Lisbon (per Robin Tunney): és una dona bella i una gran líder, forta, valenta, decidida i disposada a sacrificar-se per la missió, el seu equip, o gent innocent involucrada. És la cap de l'equip. Al principi li molesta l'estrany comportament d'en Jane i sempre ha d'intercedir per ell quan es fica en problemes. No obstant això, treballen bé junts i encara que no ho admeti, Teresa veu a Patrick com un valuós membre de l'equip i en alguns casos recolza les seves teories més inusuals. Està molt aferrada a les regles i sempre tracta de mantenir una actitud rude per demostrar la seva autoritat, però en realitat és una persona preocupada pel seu equip i amb sentit de l'humor (en cas contrari no suportaria a en Patrick). Segons diu en l'episodi "Red Tide" ella va tenir una infància difícil: la seva mare va morir atropellada per un conductor ebri i el seu pare es va lliurar a l'alcohol al no suportar la seva pèrdua, per la qual cosa sembla que des de petita va haver d'assumir el rol de mare. Al final de la tercera temporada, Lisbon, juntament amb Jane i l'equip, tramen un pla per tractar d'atrapar a Red John i al talp del CBI, resultant que rebrà un tret per part del promès de Van Pelt i el seu posterior acomiadament al començament de la quarta temporada; per després tornar al seu treball habitual.

- Kimball Cho (per Tim Kang): És un dels membres de l'equip de CBI. És un dels millors pel que fa als interrogatoris, gràcies al seu caràcter impassible i pragmàtic. Està seriós gairebé tot el temps (encara que no per això manca de sentit de l'humor) i diu les coses sense embuts, i només se li ha vist somriure en la sèrie dues o tres vegades. Va estar a l'exèrcit i en un reformatori d'adolescent, ja que pertanyia a una banda juvenil. Sovint se'l veu llegint un llibre.

- Wayne Rigsby (per Owain Yeoman): Un altre membre de l'equip. Rigsby és el típic tipus gran però de bon cor. Sempre està menjant qualsevol cosa que troba i gairebé sempre perd els seus diners amb Jane quan aposta contra ell. Està enamorat de Van Pelt, però, com que treballen junts, Rigsby no pot dir-li el que veritablement sent per ella fins a la segona temporada, en la qual viuen un romanç que acaba després de la pressió dels comandaments superiors. Es casa amb ella a la sisena temporada. No li agraden els motociclistes perquè el seu pare n'era un. Va estar a la brigada antiincendis i porta a la policia més de cinc anys.

- Grace Van Pelt (per Amanda Righetti): Va ser el nou i últim membre a incorporar-se al CBI. A causa que encara és una novella, Lisbon la manté generalment a l'oficina investigant amb l'ordinador, cosa que, per cert, se li dona molt bé. Ella és profundament religiosa i creu en els psíquics lloc que la seva cosina és una; per això, de vegades discuteix amb Patrick, que és escèptic i no creu en això. El seu pare va ser un entrenador de futbol, així que sap d'esports. Grace pot ser una mica ingènua a vegades, però conforme avança la sèrie, ella es va guanyant el respecte dels seus col·legues i es veu que és capaç de fer un arrest sense problemes. Estima a Rigsby però, en ser la novella, no s'atreveix a concretar cap mena de relació, donat que va contra les regles i podrien traslladar-la d'unitat. No obstant això, després que el seu romanç floreixi en la segona temporada, en la tercera temporada té un nuviatge i es compromet amb un agent del FBI, la qual cosa provoca a en Rigsby gelosia, si bé ell diu estar feliç per ella. En l'últim episodi de la tercera temporada, Grace mata al seu futur espòs perquè ell treballava per a Red John i havia disparat a Lisbon, després el seu promès apunta amb l'arma a Grace i ella efectua dos trets al pit. A partir d'aquest fet, la seva personalitat canvia, ja que pren una postura sempre a la defensiva, seriosa, i alhora agressiva, tot això derivat d'aquell trauma. Es casa amb Rigsby en la sisena temporada i al final d'aquesta tenen un fill. En una ocasió té una al·lucinació amb el seu antic promès, però al pas dels episodis comença a tractar de canviar la seva conducta post-traumàtica.

- Red John: És un assassí en sèrie famós per ser metòdic i intel·ligent. És l'enemic principal de Patrick i el gran antagonista de la sèrie. El seu modus operandi gairebé sempre és el mateix. El seu principal tret característic és una marca en forma de cara somrient que dibuixa amb la sang de les seves víctimes utilitzant un guant i estenent la sang amb tres dits, sempre en el sentit de les agulles del rellotge. La marca sempre està situada en un lloc visible perquè es vegi abans la marca que les víctimes; de vegades la marca i les víctimes estan situats de manera que es poden veure simultàniament però mai es veu abans a la víctima. En psicologia això significa que és una persona que li agrada reptar i ser reptat, no és tímid i té un gran ego. Li agrada ser reconegut i que la gent sàpiga el que significa el seu segell i no accepta que ningú el menyspreï. La seva relació amb Patrick neix d'un programa de televisió quan Jane es feia passar per vident i estafava a les persones: li pregunten per Red John i Patrick ho menysprea dient que és un trist homenet que està sol i que és insignificant. Això provoca a Red John, i aquesta mateixa nit en arribar Jane a casa seva, troba una nota a la porta de la seva habitació on li explica que és un càstig i que no l'infravalori. Com a curiositat, a la nota el tracta d'estafador i mentider, per la qual cosa demostra que és un escèptic a més d'intel·ligent. El seu modus operandi canvia quan els seus assassinats tenen alguna relació amb Jane (per exemple, en l'assassinat de la seva dona li va pintar les ungles dels peus amb la seva sang, acte que va repetir en un altre capítol amb la intenció que Jane s'ocupés personalment d'aquest cas), la qual cosa es pot interpretar com un símbol de repte cap a Jane. Competeix per veure qui és més intel·ligent, i fins ara, Red John ha demostrat coneixements de tecnologia, procediments policials, i manipulació de les persones, per la qual cosa un rumor estès és que Red John té una obsessió per Jane perquè també és un mentalista. En Jane segueix al Red John i el Red John segueix a en Jane. Per exemple, en el capítol 7 de la quarta temporada, Jane provoca un altre assassí en sèrie perquè parli malament de Red John en un programa de televisió, sabent que aquest últim l'estaria observant. El seu pla té èxit i aquesta mateixa nit el criden i en acudir a l'escenari del crim es veu la marca de Red John i el cadàver de l'altre assassí. No es limita a actuar només als EUA. Pot viatjar i assassinar a l'estranger en llocs com Mèxic, la qual cosa significa que, o bé usa àlies, o bé mai ha estat detingut i no té antecedents. En cas contrari, no podria sortir legalment del seu país d'origen. Pel que sembla, el combat entre Jane i John és inevitable. Encara que va tenir l'oportunitat de matar a Jane en veure'l lligat, no ho va fer, pel que sembla, pel seu orgull com a geni assassí, sembla que desitja matar a Jane o que aquest el mati de forma justa.

- Kim Fischer (per Emily Swallow): Agent especial del FBI al comandament de Dennis Abbott, la seva primera aparició es dona quan aquesta viatja d'incògnit a Mèxic per fer tornar a Patrick Jane als Estats Units, la qual cosa va aconseguir amb èxit.

- Dennis Abbott (per Rockmond Dunbar): Agent especial del FBI, està al comandament del nou equip de Jane, la seva primera aparició succeeix en els últims episodis de la cinquena temporada, i segons les lectures de Jane, és un veterà de la guerra de l'Iraq.

## Recepció
L'episodi pilot va tenir una audiència de 15,6 milions d'espectadors en la seva primera emissió i 7,8 milions en la seva retransmissió tres dies després.
A causa dels bons ratings i la popularitat aconseguida per la sèrie, el 15 d'octubre CBS va acabar ordenant una temporada completa de The Mentalist.
Cal destacar que el 2 de desembre de 2008, amb l'episodi «Flame Red», va ser el programa amb major audiència d'aquella setmana, sent la primera vegada que un programa té aquesta distinció en la seva primera temporada des de Desperate Housewives quatre anys abans.

### Audiència a Espanya
El 2009 van començar les emissions de la ficció policíaca a laSexta. Des de llavors, The Mentalist ha reportat molt bones dades d'audiència a la cadena.
- 1a. temporada: 1.728.000 espectadors (9,1%)
- 2a. temporada: 1.784.000 espectadors (9,1%)
- 3a. temporada: 1.715.000 espectadors (8,7%)
- 4a. temporada: 1.864.000 espectadors (9,1%)
- 5a. temporada: 1.671.000 espectadors (7,8%)
- 6a. temporada: 1.686.000 espectadors (8,9%)
- 7a. temporada: 1.801.000 espectadors (8,8%)

### Premis
El 7 de gener de 2009, la sèrie va guanyar el premi de "Favorite New TV Drama" en el 35th People's Choice Awards. D'altra banda Simon Baker va rebre una nominació com Outstanding Lead Actor in a Drama Series en els Premis Emmy de 2009.